# Miselaine Duval
Miselaine Duval est une humoriste mauricienne.
Dans les années 1990, elle participe à la fondation de la troupe Komiko.
De 2012 à 2013, elle crée la série Fami Pa Kontan dont elle occupe l'un des rôles principaux. La série est issue de spectacles du même nom de la troupe Komiko.
En 2015, elle est à l'affiche d'un one-woman-show mis en scène par Pascal Légitimus. La pièce, Femme tropiquante, est jouée d'octobre à décembre 2015 à l'Apollo Théâtre à Paris avant d'être présentée début 2016 à Maurice.